# Cilinderprojectie

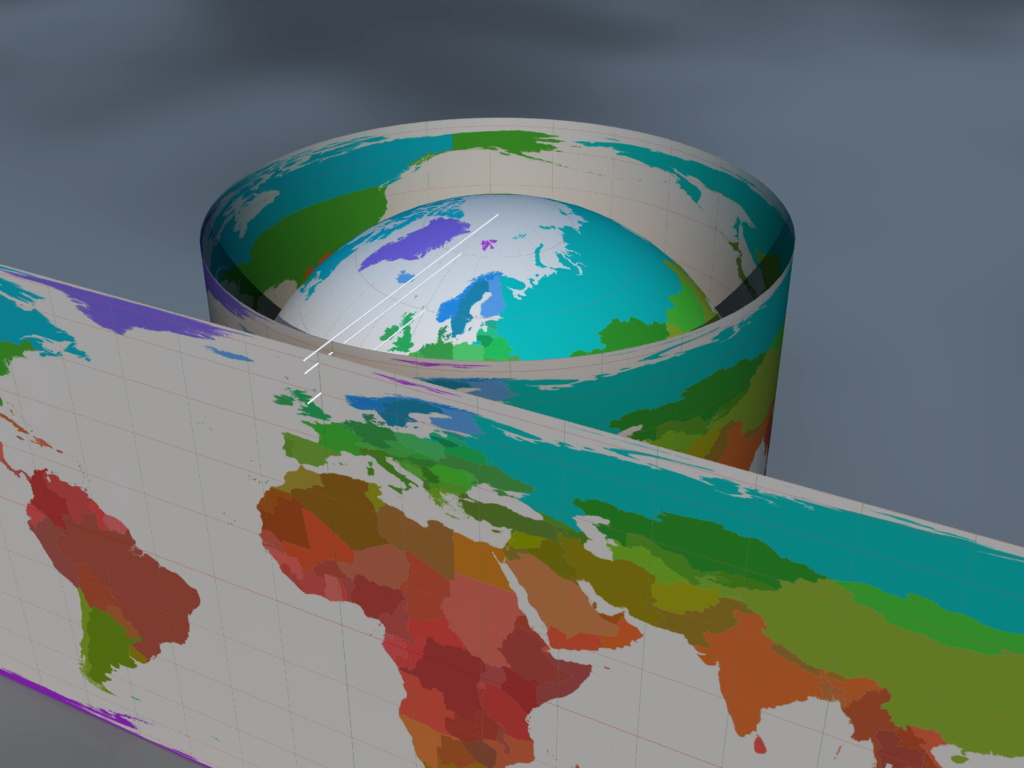
Constructie van de orthografische cilinderprojectie

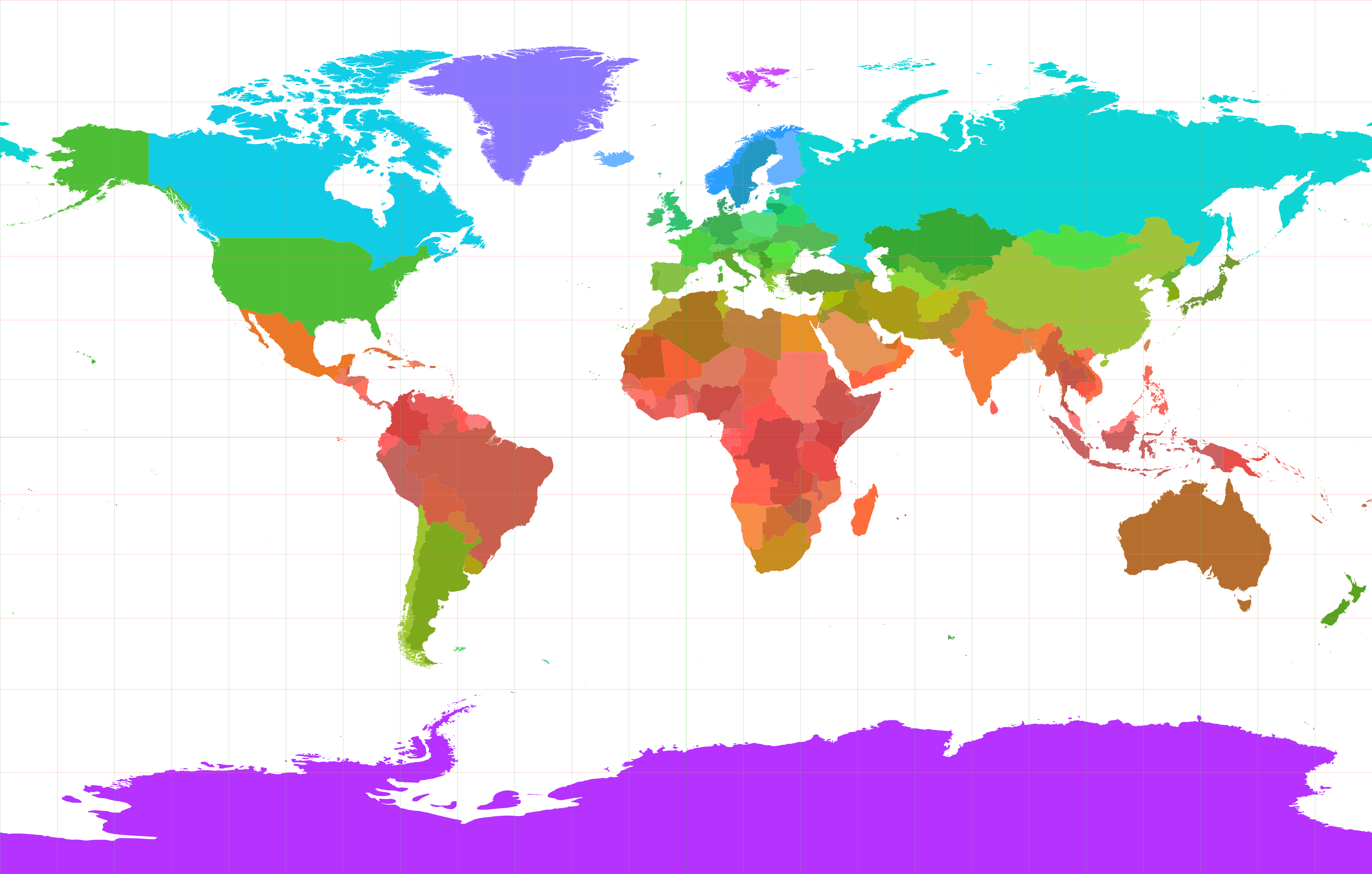
stereografische cilinderprojectie

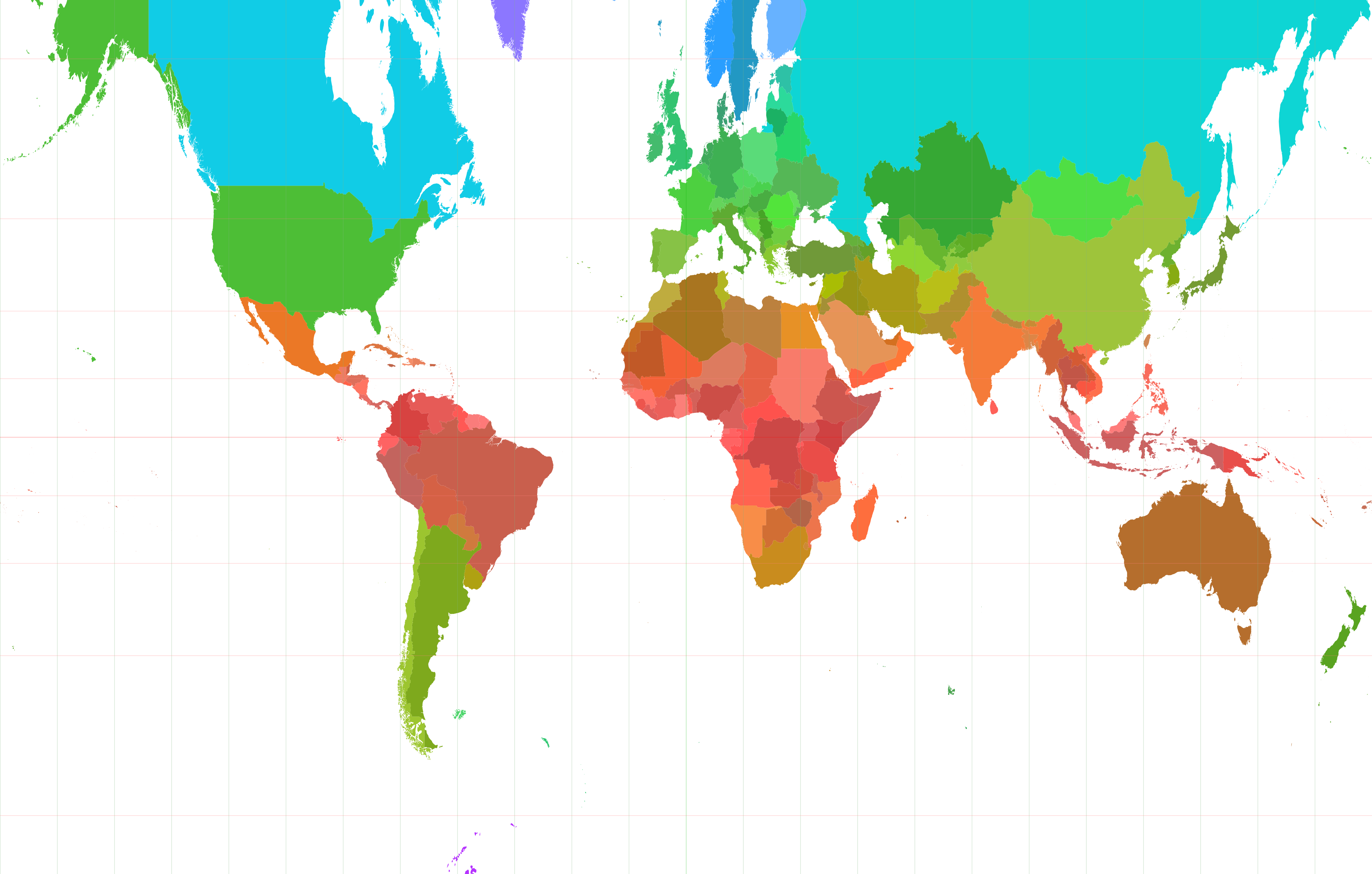
gnomonische cilinderprojectie

Een cilinderprojectie is een kaartprojectie die tot stand komt door het aardoppervlak af te beelden op een cilinder die daarna wordt afgerold tot een plat vlak.

## Eigenschappen
De kaart heeft in de richting loodrecht op de cilinderas een grootcirkel in het midden die als rechte lijn is weergegeven en in de asrichting loodrecht daarop staan halve grootcirkels weergegeven als evenwijdige rechte lijnen. De kaart die ontstaat is rechthoekig waarbij twee tegenover elkaar liggende zijden die op elkaar aansluiten. De linker- en rechterrand van de volledige kaart sluiten op elkaar aan. De andere twee zijden corresponderen met de punten waar de cilinderas het aardoppervlak snijdt.
Het wordt meestal zo gekozen dat de omwentelingsas van de cilinder waar de kaart op wordt geprojecteerd met de aardas samenvalt, zodat de parallellen en meridianen elkaar op de kaart onder rechte hoeken snijden: er ontstaat een graadnet van rechthoeken. De meridianen staan overal op dezelfde afstand van elkaar en iedere parallel is even ver van de evenaar als de parallel met tegengestelde breedtegraad. 
Als de wereldbol, de globe om de aardas wordt gedraaid, de afbeelding wordt toegepast en het resultaat over dezelfde hoek wordt teruggedraaid ontstaat dezelfde kaart als wanneer de afbeelding rechtstreeks wordt toegepast. Als de bol in een vlak loodrecht op de as wordt gespiegeld, de afbeelding wordt toegepast en het resultaat wordt teruggespiegeld ontstaat ook dezelfde kaart als wanneer de afbeelding rechtstreeks wordt toegepast.
De verzamelnaam voor projecties met deze eigenschappen is normale cilinderprojectie, Engels normal cylindrical projection.

## Andere oriëntaties
De noordzuidschaal is bij de cilinderprojectie waarbij de cilinderas gelijk is aan de aardas overal op de kaart gelijk, maar de oostwestschaal varieert enorm en gaat bij de polen naar oneindig. Bij een kaart van een beperkt gebied, bijvoorbeeld een land, is deze variatie veel minder, maar nog wel groot vergeleken met projecties waarbij de meridianen in de richting van de dichtstbijzijnde pool dichter bij elkaar komen. Dit kan ook met een cilinderprojectie, maar dan een aangepaste cilinderprojectie met een andere oriëntatie.
Bij een kaart van een beperkt gebied, bijvoorbeeld een land, kan de variatie van de schaal beperkt worden door de cilinderas ongeveer evenwijdig aan het betreffende deel van het aardoppervlak te kiezen. Bovendien kunnen dan twee lijnen in plaats van één worden gekozen waar de oostwestschaal gelijk is aan de noordzuidschaal, net als bij een rechte kegelprojectie.
De cilinderas wordt bij de transversale mercatorprojectie zo gekozen, dat die door het vlak van de evenaar gaat. De cilinder raakt daarbij aan twee meridianen, die in elkaars verlengde liggen.

## Projecties
Er zijn dan nog verschillende manieren om de projectie uit te voeren. De projectie wordt gegeven door {\displaystyle y} als functie van de geografische breedte {\displaystyle \beta } of analoog bij een cilinderas in een andere stand.
Met verder:
- {\displaystyle R} de straal van de Aarde
- {\displaystyle s} de schaal[1] in de richting evenwijdig aan de cilinderas

hebben we de volgende cilinderprojecties.
- Echte cilinderprojecties:
  - Oppervlaktegetrouwe cilinderprojectie of orthografische projectie, {\displaystyle y\ =Rs\sin \beta }: men trekt lijnen van de centrale as van de cilinder haaks op die as naar de mantel; de grootte van de cilinder ten opzichte van de bol bepaalt de variant van de projectie.
  - Gnomonische cilinderprojectie, {\displaystyle y\ =Rs\tan \beta }: men trekt lijnen van het middelpunt van de bol naar de mantel van de cilinder. De volledige kaart is oneindig hoog; op een daadwerkelijke kaart ontbreken dus altijd gebieden rond de Noord- en Zuidpool. Gebieden daar dicht bij worden sterk vergroot afgebeeld.
  - Stereografische cilinderprojectie, {\displaystyle y\ =2R\ s\tan {\tfrac {1}{2}}\beta }: men trekt lijnen van een punt op de evenaar aan de andere zijde van de Aarde naar de mantel van de cilinder.
- Onechte cilinderprojecties, geen meetkundige projectie in de strikte zin:
  - Afstandsgetrouwe cilinderprojectie: afstandsgetrouw langs meridianen, {\displaystyle y\ =Rs\beta }. Varianten met behoud van deze afstandsgetrouwheid krijgt men als men de kaart verticaal uitrekt of comprimeert. Men kan zo een breedtegraad kiezen waarop een vierkantje op Aarde een vierkantje op de kaart is. Dat geldt dan ook op de tegengestelde breedtegraad.
  - Mercatorprojectie: hoekgetrouw, {\displaystyle y\ =Rs\ln \left[\tan \left({\tfrac {1}{4}}\pi +{\tfrac {1}{2}}\ beta\right)\right]}. Een vierkant op Aarde is steeds een vierkant op de kaart. De volledige kaart is oneindig hoog, op een daadwerkelijke kaart ontbreken dus altijd gebieden rond de Noord- en Zuidpool. De schaal is in elke richting {\displaystyle {\frac {s}{cos\beta }}}.

In de buurt van de grootcirkel in het midden, waar {\displaystyle \beta =0}, is er bij de juiste schaling tussen de betreffende resultaten grote overeenkomst.
Bij de hoekgetrouwe projectie ligt met {\displaystyle s} ook de schaal in de dwarsrichting vast, bij de andere projecties is die willekeurig. Deze kan dus zo gekozen worden dat bij een bepaalde {\displaystyle \beta } de schaal in elke richting gelijk is. Dit geldt dan ook voor de tegengestelde waarde van {\displaystyle \beta .}
De hele kaart kan wiskundig gezien ook bestaan uit een oneindig lange strook, zodat er gebieden rond de genoemde twee punten zijn die buiten een eindig deel van de oneindige kaart vallen.

## Pseudo-cilindrische projecties
Projecties die gebaseerd zijn op een cilinderprojectie maar daarna verder zijn bewerkt om bepaalde eigenschappen te verkrijgen  worden pseudo-cilindrisch genoemd. Voorbeelden:
- Mollweideprojectie
- Projectie van Goode
- Sinusoïdeprojectie
- Universele transversale mercatorprojectie